# Centralne Laboratorium Chłodnictwa
Centralne Laboratorium Chłodnictwa – jednostka organizacyjna Ministra Przemysłu Spożywczego i Skupu istniejąca w latach 1960–2007, powołana w celu prowadzenia prac badawczych i doświadczalnych w zakresie chłodnictwa.

## Powołanie Laboratorium
Na podstawie zarządzenia Ministra Przemysłu Spożywczego i Skupu z 1960 r. w sprawie utworzenia Centralnego Laboratorium Chłodnictwa ustanowiono Laboratorium. Laboratorium podlegało Zjednoczeniu Chłodni Składowych.

## Przedmiot działania Laboratorium
Przedmiotem działania laboratorium było prowadzenie prac badawczych i doświadczeń technicznych w zakresie:
- przechowalnictwa i obróbki chłodniczej artykułów spożywczych,
- technologii produkcji mrożonych artykułów spożywczych,
- zastosowanie urządzeń chłodniczych i transportu wewnętrznego,
- stosowania w chłodniach materiałów izolacyjnych,
- współpracy z innymi placówkami naukowo-badawczymi chłodnictwa.

## Występujące pracownie w Laboratorium
W skład Laboratorium wchodziły:
- pracownia przechowalnictwa i obróbki chłodniczej,
- pracownia technologii produkcji mrożonych artykułów spożywczych,
- pracownia zastosowania urządzeń chłodniczych i transportu wewnętrznego,
- pracownia ekonomiki chłodnictwa.

## Połączenie Laboratorium
Na podstawie rozporządzenie Ministra Rolnictwa i Rozwoju Wsi z 2007 r. w sprawie połączenia Centralnego Laboratorium Chłodnictwa, Centralnego Laboratorium Przemysłu Ziemniaczanego, Centralnego Ośrodka Badawczo-Rozwojowego Przemysłu Gastronomicznego i Artykułów Spożywczych oraz Instytutu Biotechnologii Przemysłu Rolno-Spożywczego i wyłoniono Instytutu Biotechnologii Przemysłu Rolno-Spożywczego.